# Totipotencia
La totipotencia es la potencia celular máxima, que le confiere a la célula la capacidad de dirigir el desarrollo total de un organismo. Esto sucede si el núcleo de una célula es idéntico al de un cigoto, es decir, la totipotencia se observa en la capacidad del cigoto de dar origen a cada tipo de célula del adulto.

## Primeros experimentos
Para saber si había totipotencia en las células de cierto estado del desarrollo de un organismo se llevaron a cabo varios experimentos en los años 50 por Robert Briggs y Thomas King con la rana leopardo (Lithobates pipiens). En ellos encontraron que los núcleos celulares de la blástula pueden dirigir el desarrollo de renacuajos completos.
El procedimiento llevado a cabo en estos experimentos era la clonación, que se basa en la transferencia nuclear a un ovocito enucleado. En los experimentos de Briggs y King el huevo huésped enucleado debía ser previamente activado, es decir, se debía inducir artificialmente la reacción de fecundación necesaria para iniciar el desarrollo dentro de él.
De esta manera, la transferencia de núcleos de la blástula hacia el citoplasma de un huevo de rana enucleado dio como resultado el desarrolló un nuevo organismo, el renacuajo.
Por otro lado, si este procedimiento se hacía con el núcleo de células de un estadio más tardío la capacidad de dirigir el desarrollo del renacuajo disminuía drásticamente, presentándose una disminución en el número de renacuajos enteros. Así, se vio que en estadios más tempranos las células tenían una mayor totipotencia y las de estadios más tardíos, como el de la gástrula, estaban ya comprometidas en alguna función del desarrollo (Gilbert 2006). 
Sin embargo, no siempre una célula diferenciada carece de totipotencia. John Gurdon y colaboradores descubrieron que en algunas células diferenciadas, los núcleos pueden ser totipotentes. Cuando los núcleos de células de la membrana del pie de una rana adulta eran trasladados a un huevo enucleado, se producía, luego de varios intentos, un renacuajo. En ocasiones, no obstante estos renacuajos morían antes de poder alimentarse pero se mostró que hay cierta medida de totipotencia en algunas células diferenciadas (Gilbert 2006).

## Relación entre totipotencia y los genes
Para saber qué tanto del genoma es necesario para que se pueda dar el desarrollo de un organismo completo a partir de células totipotentes y diferenciadas se han hecho experimentos con células ya diferenciadas en organismos como R. pipiens. Se ha descubierto que el genoma presente en el núcleo de los eritrocitos de la rana madura (los eritrocitos de anfibios y aves tienen núcleo) trae todos los genes necesarios para la embriogénesis y puede reactivar estos genes en un tiempo y en los tejidos propicios (Miglani 2006).
Ovocitos de R. pipiens se pueden inyectar con núcleo de eritrocitos y se dejan madurar por un día. Luego, el núcleo de la célula residente se remueve. El desarrollo luego procede hasta el renacuajo. Por otra parte a los clones que no se les deja entrar al estadio del renacuajo sino que continúan siendo blástula se les extrae nuevamente el núcleo y se inyectan en nuevos huevos enucleados donde se ha visto que la mitad de estos se desarrollan en renacuajos. Este experimento muestra que los genes necesarios para la diferenciación de renacuajo han estado en reposo en los eritrocitos y solo necesitan para ser reactivados las señales presentes en los huevos cuando están madurando y en los embriones. De esta manera si un núcleo dirige el desarrollo de un embrión normal, lleva toda la información genética necesaria y existe constancia en el genoma para las células diferenciadas (Miglani 2006).
Luego de saber esto, la pregunta se volcó hacia saber si eran diferencias en expresión y actividad de genes en el genoma de las células diferenciadas lo que hacía que en estas disminuyera su totipotencia, cosa que hoy en día ya se sabe. Por ello, los experimentos de clonación muestran que los núcleos de las células somáticas pueden ser reprogramados para que éstas se vuelvan totipotentes, sin embargo en el ciclo normal del animal esto no se da.